# 長濱治
長濱 治（ながはま おさむ、1941年（昭和16年）4月24日 - ）は、日本の写真家。

## 概要
1941年名古屋市生まれ。多摩美術大学彫刻科で彫刻や絵画を学んでいたが、大学卒業後、将来を決めかねていたところ、高校の同級生で写真家の加納典明の勧めもあり、写真に興味を持ち、技術を勉強するため、1964年にアドセンターに就職。写真家・立木義浩の元でアシスタントを始め、写真の道を歩み始める。
1966年よりフリーランスに。1960年代末から70年代にかけて、『平凡パンチ』のカメラマンとして、海外のロック・フェスティバルなどカウンターカルチャー周辺を取材撮影するほか、ファッション、広告、ポートレートなどの分野でも幅広く活躍。バイカー集団ヘルズ・エンジェルスや、アメリカの黒人音楽のルーツを探るべくブルースミュージシャンを撮影したシリーズでも知られる。
弟子には写真家の三浦憲治、小水一男がいる。
ファンは国内外問わず非常に多く交友関係も多岐にわたる。
一時期、ミュージシャン・宇崎竜童も事務所にて写真を学んでおり、後に共著『や・ぶ・に・ら・み―Life & Live 宇崎竜童・長濱治ジョイント写真展』（ 集英社、1981年）を発表。
ファッションブランド「NEIGHBORHOOD」のデザイナー・滝沢伸介も長濱のファンであり、ブランドムック『NEIGHBORHOOD MAG.』（2005年より刊行。年2回）の第一弾から起用。連載されたポートレート集は『THE TOKYO HUNDREDS 原宿の肖像 Directed by NEIGHBORHOOD 20th ANNIVERSARY ISSUE』として、2014年6月に発売。

## 人物
趣味はゴルフ、テナーサックス。幼少期からアメリカ文化に惹かれ、その一つとしてブルースに憧れる。ジャズ、ブルースには非常に造詣が深い。

## 著書
- 『暑く長い夜の島 --長濱 治 沖縄写真集』芳賀書店、1972年
- 『文楽の頭』婦人画報社、1976年
- 『HELL'S ANGELS 地獄の天使』勁文社、1981年
- 『や・ぶ・に・ら・み』宇崎竜童共著、集英社、1981年
- 『魂の十字路』北方謙三共著、勁文社、1990年
- 『MY BLUES ROAD』マガジンハウス、1992年
- 『猛者の雁首』ワイズ出版、2005年。
- 『THE TOKYO HUNDREDS 原宿の肖像』スペースシャワーネットワーク、2014年。